# Anton Geesinkbrug
De Anton Geesinkbrug is een vaste brug in Amsterdam-Noord, in de buurt Banne Buiksloot.
De voetgangersbrug uit circa 1994 is gelegen in de Bep van Klaverenboulevard en overspant een plaatselijk naamloos water in een wijk met straten vernoemde naar deelnemers aan de Olympische Zomerspelen. Zij verzorgt daarbij niet alleen voor een doorgang tussen de twee delen van die straat maar ook de toegang tot een plantsoen dat de wijk in tweeën splitst. De brug bestaat uit een stalen overspanning (waarop grit) met stalen balustrades tussen een bakstenen landhoofd aan de oostzijde en een kademuur aan de westzijde.
De brug ging vanaf haar geboorte anoniem door het leven, dat wil zeggen alleen aangeduid met een nummer 2288. De gemeente Amsterdam vroeg in 2016 aan de Amsterdamse bevolking om mogelijke namen voor dergelijke bruggen. Veel inzendingen werden niet gehonoreerd, maar deze brug kreeg de naam Anton Geesinkbrug, een vernoeming naar de Olympische judoka Anton Geesink. Tegelijkertijd kreeg in deze buurt de Frans Brandtbrug, sinds 2017 de François Brandtbrug, haar naam.
Ten westen van de brug ligt in de boulevard het kunstwerk The Dutch Windmill.

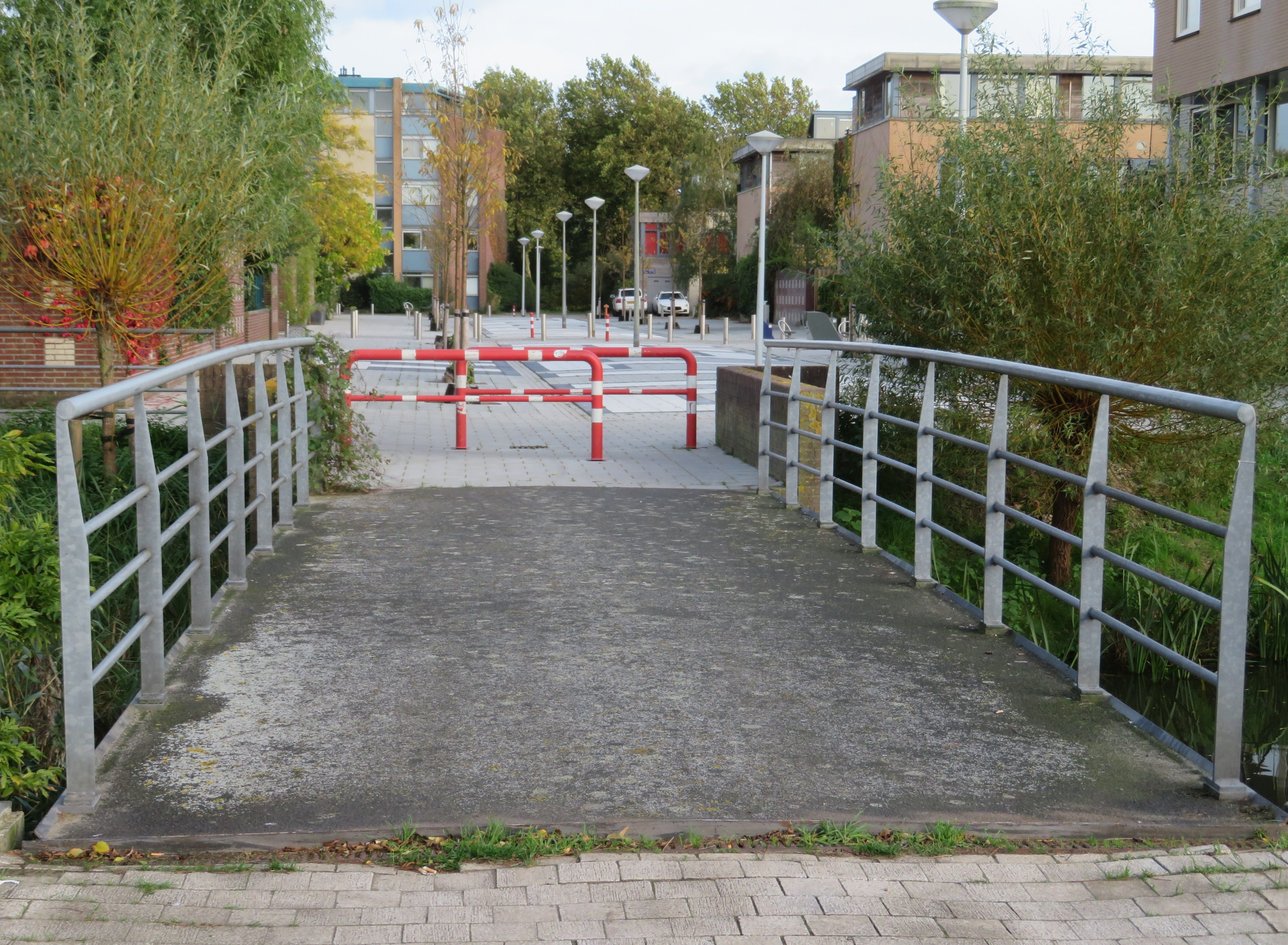